# Carlos Carbonell Pañella
Carlos Carbonell Pañella, (Barcelona, 1 de novembre de 1873 - València, 14 de juliol de 1933) va ser un arquitecte barceloní que desenvolupà la seua obra a València i els seus voltants. Fou corresponsal de l'Anuari de l'Associació d'Arquitectes de Catalunya.
Va ser nomenat arquitecte de l'ajuntament de València en 1902. És conegut per la seua obra pública a València: en 1905 el Campanar de l'església de Sant Sebastià i el Projecte de la façana principal de l'Ajuntament de València; en 1908 el Saló Actes i Concerts Exposició Regional, i també el Pavelló Palau Foment Exposició Regional. En urbanisme destaquen l'obertura de l'avinguda de l'Oest i l'ampliació de la Plaça de la Reina.
A Alginet deixà dues obres emblemàtiques: el mercat i l'escorxador.

## Obres de Carbonell aAlginet

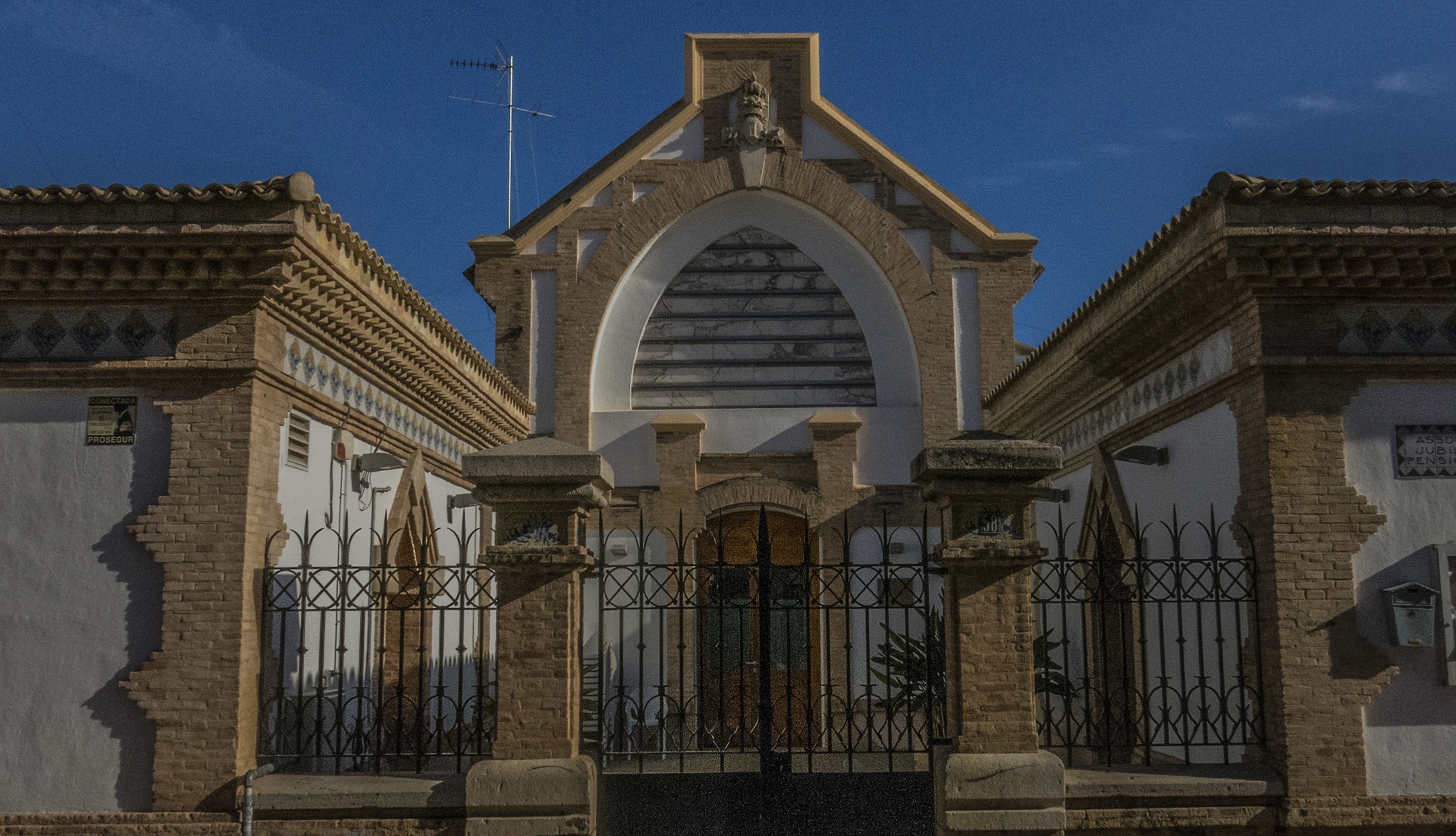
Antic escorxador municipal
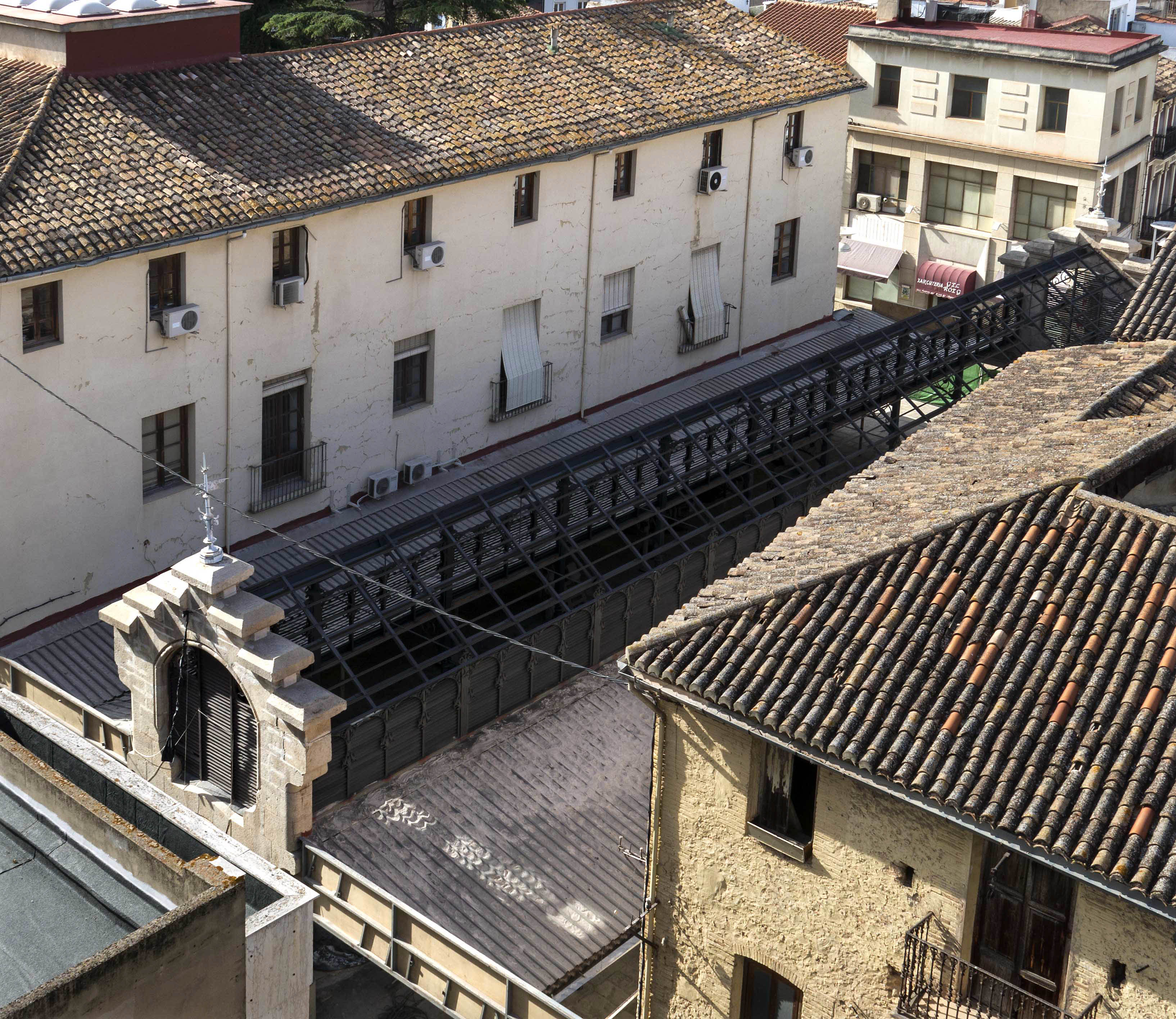
Mercat, actualment en reformes
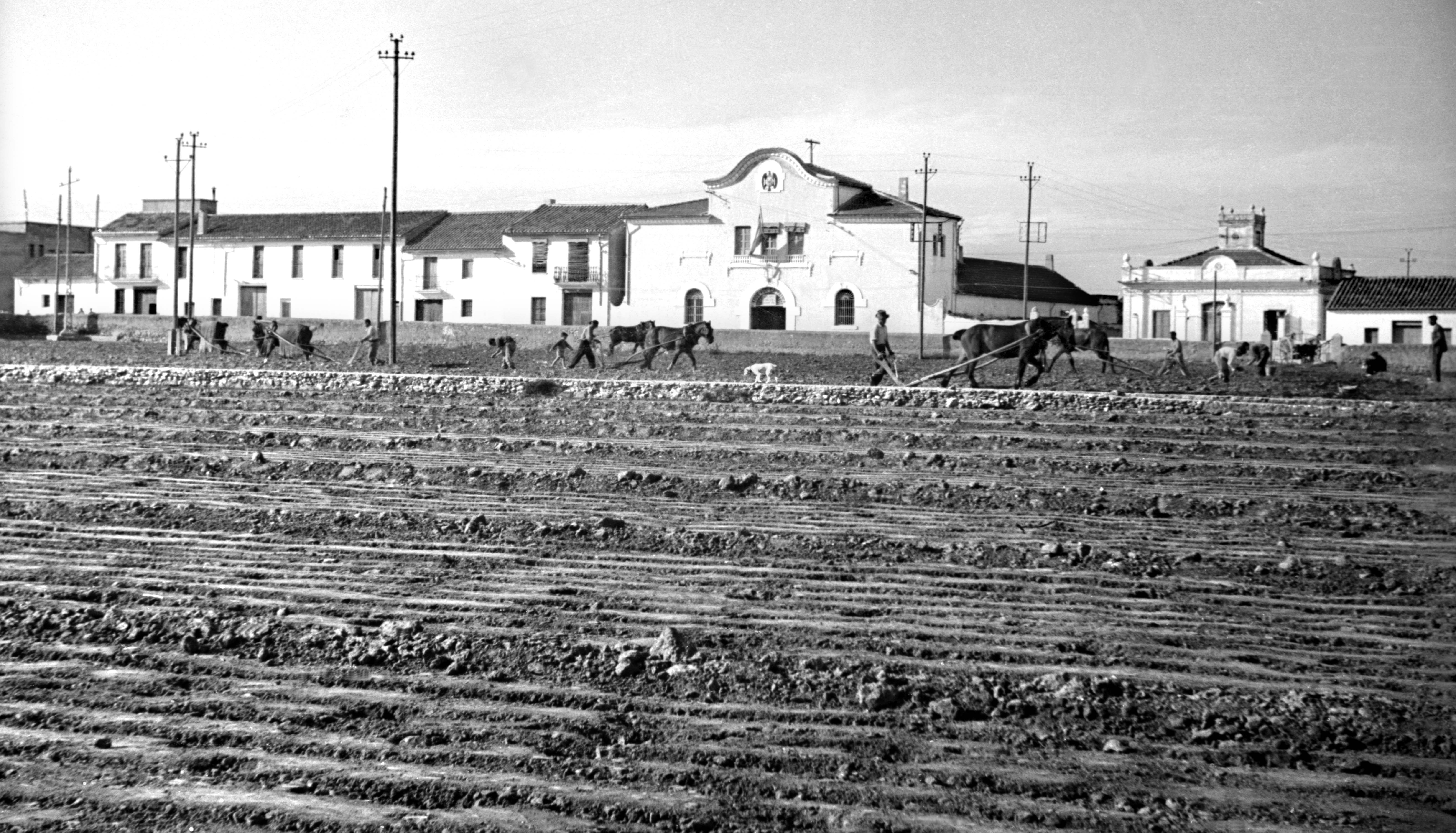
Caserna de la Guàrdia Civil, enderrocada